# Cybertel Aniene Calcio a 5 2019-2020
La voce raccoglie i dati riguardanti la Cybertel Aniene Calcio a 5, squadra di calcio a 5 militante in serie A, nelle competizioni ufficiali del 2019-2020.

## Trasferimenti

### Sessione estiva
| Jorginho         | Lido di Ostia |
| Angelo Schininà  | Sandro Abate  |
| João Carlos Timm | Petrarca      |
| Márcio Zanchetta | Maritime      |
| Eduardo Villalva | San Lorenzo   |

| Juri Scheleski | Cataforio |

### Sessione invernale
| Anás El Ayyane        | Latina           |
| Alemão                | Latina           |
| Vinicius Mazoni       | Latina           |
| Caio Japa             | Latina           |
| Stefano Pilloni       | Latina           |
| Fabrizio Luis Mariano | Barracas Central |

| Márcio Zanchetta   | Città di Asti |
| Manuel Del Ferraro | Tombesi       |
| Batata             | Roma          |
| Jorginho           | Fuorigrotta   |
| Riccardo Pezzin    | Lazio         |

## Prima squadra
| N° | Naz.                 | Ruolo | Sportivo              | Anno       |  |  |
| -- | -------------------- | ----- | --------------------- | ---------- |  |  |
| 1  | Argentina (bandiera) | POR   | Fabrizio Luis Mariano | 20.06.1996 |  |  |
| 2  | Italia (bandiera)    | DIF   | Francesco Milani      | 25.01.1979 |  |  |
| 3  | Marocco (bandiera)   | LAT   | Anàs El Ayyane        | 30.10.1992 |  |  |
| 5  | Brasile (bandiera)   | DIF   | Batata                | 28.02.1982 |  |  |
| 6  | Italia (bandiera)    | DIF   | Manuel Del Ferraro    | 06.03.1988 |  |  |
| 7  | Italia (bandiera)    | LAT   | Mirko Medici          | 12.12.1982 |  |  |
| 8  | Italia (bandiera)    | UNI   | Angelo Schininà       | 12.04.1991 |  |  |
| 10 | Brasile (bandiera)   | LAT   | Daniel Taloni         | 15.05.1988 |  |  |
| 11 | Argentina (bandiera) | LAT   | Eduardo Villalva      | 22.11.1993 |  |  |
| 12 | Brasile (bandiera)   | UNI   | Jorginho              | 24.11.1989 |  |  |
| 12 | Brasile (bandiera)   | UNI   | Caio Japa             | 29.09.1983 |  |  |
| 13 | Brasile (bandiera)   | LAT   | Márcio Zanchetta      | 04.05.1983 |  |  |
| 14 | Spagna (bandiera)    | UNI   | Alemão                | 25.06.1976 |  |  |
| 16 | Italia (bandiera)    | LAT   | Stefano Pilloni       | 22.01.1984 |  |  |
| 17 | Italia (bandiera)    | POR   | Luca Costantini       | 26.06.1999 |  |  |
| 18 | Brasile (bandiera)   | POR   | Joao Timm             | 11.08.1995 |  |  |
| 22 | Italia (bandiera)    | POR   | Andrea Apollonio      | 18.06.1997 |  |  |
| 29 | Brasile (bandiera)   | PIV   | Rafael Sanna          | 01.04.1987 |  |  |
| 35 | Brasile (bandiera)   | LAT   | Vinicius Mazoni       | 28.01.1986 |  |  |
| 66 | Italia (bandiera)    | LAT   | Riccardo Pezzin       | 17.10.1998 |  |  |

## Under-19
| N° | Naz.              | Ruolo | Sportivo            | Anno       |  |  |
| -- | ----------------- | ----- | ------------------- | ---------- |  |  |
| 2  | Italia (bandiera) | LAT   | Simone Crudo        | 03.04.2001 |  |  |
| 8  | Italia (bandiera) | LAT   | Valerio Mestichella | 16.06.2001 |  |  |
| 9  | Italia (bandiera) | PIV   | Lorenzo Kullani     | 22.01.2003 |  |  |
| 14 | Italia (bandiera) | LAT   | Alessio De Luca     | 03.09.2001 |  |  |
| 28 | Italia (bandiera) | LAT   | Tiziano Faziani     | 27.06.2003 |  |  |
| 88 | Italia (bandiera) | LAT   | Francesco Pochesci  | 28.09.2001 |  |  |